# اسماعیل مهرتاش
اسماعیل مهرتاش (۱۲۸۳ – ۱۳۵۹) موسیقی‌دان ایرانی بود.

## زندگی
اسماعیل مهرتاش در سال ۱۲۸۳ در تهران متولد شد. او تحصیلات خود را در مدرسه دارالفنون به پایان رساند و سپس به موسیقی روی آورد و فراگیری تار را نزد درویش‌خان آغاز کرد. او سپس نزد داوود شیرازی و سپس علینقی وزیری به آموزش موسیقی پرداخت.
مهرتاش، کلاس‌هایی برای آموزش تار، فن بیان و هنرپیشگی بنیان گذاشت. او همچنین حدود چهارصد و پنجاه آهنگ برای مناسبت‌های گوناگون ساخت. وی در زمینه نمایشنامه نیز فعالیت داشت و نمایشنامه‌هایی تا پیش از ایجاد جامعه باربد در منازل اجرا می‌کرد، از جمله «بچه سه قلو»، «ابهت الممالک» و «انوشیروان عادل».
از شاگردان اسماعیل مهرتاش در موسیقی، می‌توان عبدالوهاب شهیدی، حسن اعتمادی، فریدون اسماعیلی، مرضیه، ملوک ضرابی ،جمال وفایی، رامش، محمد منتشری، شاپور رحیمی، شاهرخ، داوود فیاضی وعزت اله(حسین) فرجی ،  محمدرضا شجریان را نام برد. همچنین هنرپیشگانی چون محمدعلی کشاورز، عزت‌الله انتظامی، علی نصیریان و رسول نجفیان نزد او آموزش دیده‌اند.
مهرتاش در سال ۱۳۰۵، جامعهٔ باربد را تأسیس کرد که در آنجا تار می‌نواخت و تصنیف می‌ساخت و آواز و ردیف موسیقی را آموزش می‌داد.